# Chloroclystis plinthochyta
Chloroclystis plinthochyta är en fjärilsart som beskrevs av Turner 1931. Chloroclystis plinthochyta ingår i släktet Chloroclystis och familjen mätare. Inga underarter finns listade i Catalogue of Life.